# Moho žlutoboký
Moho žlutoboký (Moho apicalis) je vyhynulý pták z čeledi Mohoidae. Žil na ostrově Oahu.

## Popis
Moho žlutoboký dosahoval celkové velikosti asi 30 cm. Zjištěné rozměry v případě samce činily: křídlo 11,4 cm, ocas 16,5 cm, zobák 3,8 cm, běhák 3,8 cm; a v případě samic: křídlo 10,5 cm, ocas 14,5 cm, zobák 3,5 cm, běhák 3,4 cm. Opeření bylo poměrně nápadné, převážně uhlově černé, s kontrastujícími žlutými pírky na bocích a spodní polovině ocasu a bílými plochami na spodní straně křídel. Ocasní pera měla hnědé zbarvení s bílými konci, dvě centrální pera však byla užší a bez bílých znaků. Zobák a končetiny byly černé.

## Historie a vyhynutí
Moho žlutoboký představoval endemitní druh ostrova Oahu v rámci Havajských ostrovů. Patřil do širší čeledi Mohoidae, jejíž všichni zástupci jsou dnes pokládáni za vyhynulé. Vzhledem k tomu, že moho žlutoboký vymizel během krátké doby po objevení Evropany, jeho návyky zůstaly z velké části tajemstvím. Prvním přírodovědcem, jenž ho měl možnost spatřit, byl Angličan Andrew Bloxam, jeden ze členů posádky HMS Blonde, který na Oahu pobýval od května do června roku 1825. Ptáky se mu však nepoštěstilo pozorovat ve volné přírodě, ale několik exemplářů draze odkoupil od domorodců. Opeřenci byli ve špatném stavu, protože jim místní oškubali velké množství ceněného peří. Přesto je však Bloxam nějakou dobu držel v zajetí a z jeho poznámek vyplývá, že se ozývali drsným cvrlikáním o dvou nebo třech různých tónech a jako potravu přijímali nektar a slazenou vodu; nicméně jednalo se prý i o zdatné lovce much, pokud jim tedy náhodně vlétly do klece.
Obecně se má za to, že poslední jedince tohoto druhu ulovil německý přírodovědec Ferdinand Deppe roku 1837 v oblasti Nuʻuanu poblíž Honolulu. Nicméně vzhledem k tomu, že u některých muzejních vzorků nelze spolehlivě určit původ, není vyloučeno, že moho přežíval ještě nějakou dobu po tomto datu. Z 80. a 90. let 19. století, kdy se zvedla vlna zájmu o havajské ptactvo, však již nepocházejí žádné záznamy o možné existenci. Příčiny vyhynutí nejsou spolehlivě objasněny, byť šlo nejspíše o kombinaci ztráty přirozených stanovišť a vliv infekčních ptačích chorob šířených nepůvodními komáry.
Podle studie z roku 1998 schraňují světová muzea celkem deset dochovaných kožek: páry v Berlíně, Londýně a New Yorku a jednotlivce ve městě Cambridge v Massachusetts, v Chicagu, Paříži a Vídni.